# Elattoneura campioni
Elattoneura campioni är en trollsländeart. Elattoneura campioni ingår i släktet Elattoneura och familjen Protoneuridae. IUCN kategoriserar arten globalt som otillräckligt studerad.

## Underarter
Arten delas in i följande underarter:
- E. c. cacharensis
- E. c. campioni